# Hamneda distrikt
Hamneda distrikt är ett distrikt i Ljungby kommun och Kronobergs län. Distriktet ligger söder om Ljungby.

## Tidigare administrativ tillhörighet
Distriktet inrättades 2016 och utgörs av socknen Hamneda i Ljungby kommun.
Området motsvarar den omfattning Hamneda församling hade 1999/2000.